# 相磯慥

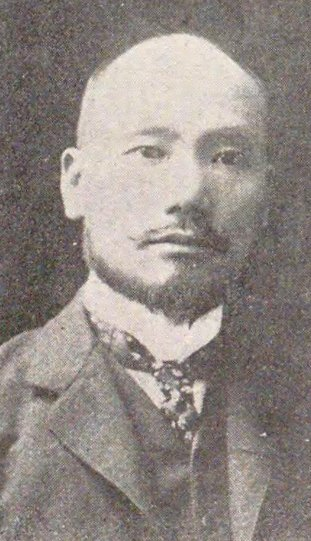
相磯慥

相磯 慥（あいいそ まこと、1858年3月20日〈安政5年2月6日〉 - 1929年〈昭和4年〉8月18日）は、日本の医師。宮中顧問官。

## 経歴
東京府出身。小柴家に生まれ、相磯格堂の養子となった。のち格堂の娘・正子と結婚。1882年（明治15年）、東京大学医学部を卒業し、岐阜県立医学校長・附属病院長ののち、ドイツに留学。1888年（明治21年）に侍医となった。専門は産婦人科。1924年（大正13年）に侍医を辞し、宮中顧問官に就任した。
食品微生物学者の相磯和嘉、永井荷風の側近の相磯凌霜は、義理の甥に当たる。

## 栄典
位階
- 1894年（明治27年）10月30日 - 従六位[5]
- 1901年（明治34年）7月20日 - 従五位[6]
- 1906年（明治39年）7月30日 - 正五位[7]
- 1921年（大正10年）8月30日 - 従三位[8]
- 1929年（昭和4年）8月18日 - 正三位[9]

勲章
- 1927年（昭和2年）6月20日 - 勲一等瑞宝章[10]

## 翻訳
- ツワイフヘル『産科術要』英蘭堂 1890